# جارف
جارف مرکز ولسوالی شکی در شمال شرقی کشور افغانستان است که در ولایت بدخشان قرار دارد. جمعیت این شهرک ۵۰۸۶۸ نفر است.